# Partito Comunista Francese
Il Partito Comunista Francese (in francese Parti communiste français, PCF) è un partito politico francese di orientamento comunista.
Il PCF fa parte del Partito della Sinistra Europea, e i suoi europarlamentari siedono nei banchi del Gruppo della Sinistra al Parlamento europeo.
Il partito fu fondato nel 1920, a seguito della scissione e adesione all'Internazionale Comunista (Comintern) dell'ala rivoluzionaria della Sezione Francese dell'Internazionale Operaia (SFIO). In origine portava ufficialmente il nome di Sezione Francese dell'Internazionale Comunista (SFIC), modificato l'anno successivo in Partito Comunista - SFIC (PC-SFIC), per poi assumere il nome attuale nel 1943, a seguito dello scioglimento del Comintern.
Il partito è stato presente nella politica francese per tutto il XX secolo, sopravvivendo alla caduta del blocco orientale e mantenendosi su posizioni eurocomuniste. Nel corso della sua storia, il PCF ha partecipato a tre governi: il Governo provvisorio della Repubblica francese (1944-1947), all'inizio della Presidenza di François Mitterrand (1981-1984) e alla coalizione di governo della Sinistra plurale (in francese Gauche plurielle) guidata da Lionel Jospin (1997-2002).
Il PCF è stato il partito di sinistra in Francia che ha ottenuto i migliori risultati in diverse tornate elettorali, dal 1945 al 1960, prima di venir superato dal Partito Socialista nel corso degli anni 1970. Da quel momento il PCF perse ulteriore terreno a favore dei socialisti.
Dal 2009, il PCF è stato uno dei principali componenti del Fronte di Sinistra (Front de gauche), a fianco al Partito di Sinistra di Jean-Luc Mélenchon. Nel corso delle elezioni presidenziali in Francia del 2017, il PCF supportò la candidatura di Mélenchon; tuttavia, delle tensioni tra il PCF e il movimento di Mélenchon, La France Insoumise, hanno portato le due parti a portare avanti la campagna elettorale per le elezioni generali in maniera separata. Sebbene il supporto elettorale si è ridotto negli ultimi decenni, il PCF mantiene una forte influenza nella politica francese, in particolare a livello locale. Nel 2012 il PCF sostenne di contare 138.000 membri all'attivo, di cui 70.000 avrebbero pagato una tassa di iscrizione.

## Storia del partito

### Dal 1920 al 1939: dalla nascita al Fronte Popolare
Il PCF nacque nel 1920, in seguito alla scissione di una grossa maggioranza di membri dal partito socialista della Sezione Francese dell'Internazionale Operaia (SFIO), per andare a formare un nuovo partito che prese il nome di Sezione Francese dell'Internazionale Comunista (SFIC), l'anno successivo cambiato in Partito Comunista-SFIC (PC-SFIC). Ludovic-Oscar Frossard ne fu il primo segretario generale. Tra coloro che alimentarono e sostennero la scissione vi fu anche il vietnamita Ho Chi Minh, avvicinatosi al marxismo-leninismo al suo arrivo a Parigi, dove era giunto con una delle navi sulle quali ha lavorato in gioventù.
Il nuovo partito SFIC si definiva come rivoluzionario e vicino al centralismo democratico. Gli anni 1920 videro una serie di spaccature interne al partito circa la natura dei rapporti con gli altri partiti della sinistra e circa l'adesione alle direttive del Comintern. Il partito entrò nel Parlamento francese, ma promosse anche azioni di sciopero e si oppose al colonialismo, una posizione isolata nel panorama politico francese dell'epoca. L'Unione Intercoloniale, creata nel 1922, riunì gli attivisti provenienti dalle colonie francesi intorno a delle richieste di uguaglianza politica (diritto di voto) e sociale ("uguale retribuzione per uguale lavoro"). Di conseguenza, i comunisti invitarono alla fraternizzazione con gli insorti marocchini durante la Guerra del Rif (1925-1926) e per l'evacuazione del Marocco da parte dell'Esercito francese; chiesero anche la fine dei combattimenti e l'indipendenza della Siria francese durante la Grande Rivolta Siriana (1925-1927), denunciando anche i festeggiamenti per il centenario della colonizzazione dell'Algeria, organizzando in particolare una campagna per boicottare l'Esposizione Coloniale di Parigi del 1931.
Il partito era organizzato attorno alle figure dei dirigenti provenienti per lo più dalla classe operaia, istituendo programmi di formazione e promozione e incoraggiando la presentazione di candidati della classe operaia alle elezioni. La squadra di Maurice Thorez, Jacques Duclos e Benoit Frachon, che erano stati rispettivamente minatore, metalmeccanico e pasticcere, ebbe una longevità eccezionale e guidò il partito per quasi tre decenni. Il ferroviere Pierre Sémard è stato segretario generale del partito dal 1924 al 1929.
Sémard cerco l'unità del partito e alleanze con altre forze politiche, tuttavia la classe dirigente, incluso Maurice Thorez (leader di partito dal 1930 al 1964), impose una linea "stalinista" a partire dalle fine degli anni 1920. Dopo anni di polemiche con i socialisti, nel febbraio 1934, a seguito del tentato colpo di mano delle forze fasciste e della grande manifestazione dei partiti operai, il PC-SFIC avviò una politica di unità antifascista e anti-monopolista, che culminò nel patto d'unità d'azione siglato con la SFIO (luglio 1934) e poi nella nascita della coalizione del Fronte popolare, contribuendo all'affermarsi di tale linea al 7º Congresso del Comintern. Tuttavia il PC-SFIC non partecipò al governo del Fronte popolare diretto dal socialista Léon Blum. Il partito sostenne i repubblicani della Seconda Repubblica spagnola, e si oppose agli Accordi di Monaco del 1938 con Hitler. Fu l'unico partito politico in Francia a denunciare apertamente l'accordo.

### Il PCF nella seconda guerra mondiale e nella Resistenza (1939-1945)
I primi due anni della seconda guerra mondiale furono segnati da un'ambiguità del PC-SFIC a causa dei rapporti con l'Unione Sovietica, che nell'agosto 1939 aveva firmato il patto Molotov-Ribbentrop, un patto di non aggressione con la Germania. A settembre del 1939 i deputati comunisti votarono per la dichiarazione di guerra contro la Germania nazista, mentre i giovani militanti, tra cui lo stesso Thorez, venivano mobilitati nell'esercito. Il 17 settembre però i sovietici invasero la Polonia. Il 22 settembre il PC-SFIC facendo seguito alle nuove direttive di Mosca che imponevano la neutralità nella "guerra imperialista", pubblicò un appello alla pace. Il 26 settembre il governo di Édouard Daladier decise di mettere fuori legge il PC-SFIC e tutte le organizzazioni legate al Comintern. Tale sequenza di eventi portò a un vasto disorientamento dei militanti e dei quadri locali e causò in poco tempo il totale sbandamento del partito: dai 221 000 iscritti dell'estate, in pochi mesi la direzione rimasta fedele a Mosca e passata in clandestinità si trovò ad essere in contatto con solo poche migliaia di militanti. Il 1 ottobre l'ex gruppo parlamentare comunista chiese ufficialmente l'apertura di un negoziato con Hitler. Ne seguì in poche settimane l'arresto dei deputati comunisti rimasti fedeli a Mosca, mentre Thorez venne fatto disertare e fuggire in URSS. Durante i mesi della drôle de guerre, il PCF si trovò così ad essere politicamente del tutto isolato, sottoposto a una forte repressione poliziesca e ad avere un'organizzazione distrutta.
Dopo l'invasione tedesca del 1940, l'armistizio del 22 giugno e l'occupazione tedesca di tutta la Francia settentrionale, Duclos e Tréand, in quel momento alla guida del partito a Parigi, per due mesi avviarono una trattativa con l'ambasciatore tedesco, Otto Abetz, col fine di ottenere la legalizzazione de L'Humanité, concentrandosi nella propaganda clandestina solo contro il nuovo regime di Vichy. Fu solo a fine agosto che si decise di mettere fine a qualsiasi negoziato con l'occupante (pur mantenendo una linea ancora neutralista), concentrandosi invece sulla ricostituzione dell'organizzazione del partito, specie in ambito sindacale. La polizia di Vichy reagì operando arresti di massa ai danni dei militanti e dei quadri comunisti, che spesso si erano esposti nel periodo della tentata "legalizzazione". A partire dal gennaio 1941 al progressivo deteriorarsi delle relazioni germano-sovietiche fece seguito un lento allontanamento del PC-SFIC dalle posizioni neutraliste, per adottare infine a maggio come obiettivo primario la "lotta per la liberazione nazionale" e costituire il "Fronte nazionale". In questo periodo l'azione più rilevante diretta dal partito fu un grande sciopero nel Nord-Pas-de-Calais, che arrivò a coinvolgere cento mila minatori e venne represso dai tedeschi con centinaia di fucilazioni.
Il 22 giugno 1941 la Germania invase l'Unione Sovietica. Già a partire dal mese successivo il PC-SFIC iniziò a costituire gruppi di francs tireurs ("franchi tiratori"), grazie anche alla partecipazione di diversi giovani veterani delle brigate internazionali di Spagna. La loro azione consisteva in sabotaggi e, dall'agosto 1941, in attentati contro i tedeschi nelle città. Tale modalità era ancora isolata tra i gruppi della Resistenza francese, poiché i gollisti sostenevano che la lotta armata nel paese occupato andasse avviata solo al momento dell'insurrezione generale. In ottobre i gruppi comunisti vennero uniti in un'organizzazione unica, l'Organisation spéciale (OS, "Organizzazione speciale"), che dal 1942 si chiamerà Francs-Tireurs et Partisans (FTP, "Franchi tiratori e partigiani"). La repressione da parte dei tedeschi e della polizia di Vichy fu feroce: un decreto di Keitel in settembre stabilì l'uccisione per rappresaglia di 50-100 francesi per ogni tedesco, scelti in buona parte tra i comunisti stessi detenuti in prigione o nei campi di internamento francesi. Quelli che non venivano fucilati erano deportati nei campi di concentramento nel Reich. Su questi sacrifici il PCF costruirà, durante e dopo la guerra, un mito, autoproclamandosi "le parti des fusillés" ("il partito dei fucilati").
Nell'estate del 1942 l'organizzazione militare comunista era ormai quasi del tutto distrutta dagli arresti e dalle esecuzioni. Tra luglio e settembre 1942 tuttavia il governo Laval dapprima avviò i rastrellamenti antiebraici e poi proclamò il servizio di lavoro obbligatorio in Germania per molti operai francesi. Queste due misure portarono immediatamente a un forte afflusso di giovani ebrei e di operai nella Resistenza, soprattutto in quella comunista, storicamente la più vicina al mondo operaio e che fin dal 1940 aveva avviato campagne di solidarietà nei confronti degli ebrei. Il PCF riuscì inoltre a mettere fine al proprio isolamento politico, grazie a un primo accordo con le altre forze della Resistenza e soprattutto all'avvio di una collaborazione con la France libre ("Francia libera") guidata dal generale Charles de Gaulle, che si autodefiniva il legittimo governo francese in esilio.
Queste collaborazioni portarono, dopo lunghe trattative, alla nascita nel maggio 1943 di un organismo unitario tra tutte le organizzazioni e i partiti antifascisti, il Consiglio nazionale della Resistenza (Conseil national de la Résistance, CNR). Il PC-SFIC, inizialmente minoritario all'interno di questo organismo, riuscì nel corso del 1943 a ottenere l'egemonia sia negli organismi unitari sia sul campo. A livello militare era infatti i FTP erano ormai divenuti la forza meglio organizzata, l'unica presente sull'intero territorio nazionale e dotata di una rigida organizzazione "triangolare", che permetteva di ridurre le perdite dovute alle azioni di polizia. Ciò permise di intensificare fortemente le azioni contro i tedeschi e i collaborazionisti. L'efficienza dell'organizzazione militare comunista a sua volta portò nella sua orbita diversi giovani, sindacalisti e intellettuali di sinistra ma non comunisti, che però collaboravano con i FTP. Nel 1943 infine, a seguito dello scioglimento del Comintern, il partito cambiò nome in Partito Comunista Francese (Parti communiste français, PCF).
Nel marzo 1944 il PC-SFIC entrò nel Comitato francese di Liberazione nazionale (CFLN), il governo in esilio guidato da De Gaulle che aveva sostituito la France libre. Ciò però non eliminò i punti d'attrito con i gollisti, sul piano politico e militare, che si acuirono a partire dallo sbarco alleato in Normandia del 6 giugno 1944. Sul piano militare i comunisti mettevano al centro della propria azione l'insurrezione popolare, che avrebbe dovuto aver luogo poco prima dell'arrivo delle truppe alleate, replicando il successo dell'insurrezione corsa che all'indomani dell'8 settembre 1943 era riuscita a liberare l'isola. Sul piano politico secondo Lazar e Courtois il PCF sosteneva che lo stato sarebbe dovuto rinascere "dalle masse", vale a dire a partire dagli organismi resistenziali del CNR sul territorio (altri storici hanno invece ridimensionato tale visione, sostenendo che il ruolo previsto dal PCF per questi organi era di "controllo", ma che non intendeva mettere in discussione l'autorità del CFLN). Al contrario De Gaulle sosteneva l'incorporazione delle forze partigiane nell'esercito e la ricostituzione dello stato "dall'alto", a partire dai prefetti nominati dal CFLN. I comunisti riuscirono infine a evitare la sottomissione delle forze partigiane al controllo di Koenig e a far sollevare e liberare prima delle truppe alleate Parigi, Marsiglia, Limoges e poche altre città. Gran parte dei centri urbani francesi venne però liberata dalle truppe alleate o dall'esercito regolare francese.

### Dal 1945 al 1947: partecipazione ai governi anti-fascisti ed esclusione dalle compagini di governo
Con la fine dell'occupazione tedesca con la liberazione di Parigi nel 1944, il PCF era ormai diventata una delle principali forze politiche in diverse parti della Francia. Figurò tra i principali partiti del Paese alla elezioni del 1945 (26,2% nell'ottobre) e del 1946 (25,9% nel giugno, 28,3% nel novembre), ed entrò nel governo del Tripartismo, la coalizione di governo composta dai tre principali partiti francesi: il PCF, il Movimento Repubblicano Popolare (MRP) e la Sezione Francese dell'Internazionale Operaia (SFIO). La coalizione, formata tra 1946 e 1947, tentò di introdurre riforme sociali e misure stataliste. Tuttavia, tra le preoccupazioni interne alla Francia e all'estero circa la portata dell'influenza comunista, il PCF venne escluso in seguito alla crisi del maggio 1947 e politicamente isolato, pur mantenendo un forte legame con l'Unione Sovietica. Sotto le pressioni di Mosca, il PCF si distanziò ulteriormente dagli altri partiti francesi e si concentrò sulle manifestazioni e scioperi all'interno della propria base elettorale sindacale. Per il resto della Quarta Repubblica francese, il PCF guidato da Maurice Thorez e Jacques Duclos, rimase politicamente isolato, continuando ad adottare una linea stalinista, e nonostante tutto mantenendo un supporto elettorale consistente.
A seguito dell'invasione sovietica dell'Ungheria del 1956 e della sua approvazione da parte del PCF, il partito fu al centro di aspre polemiche. Alle politiche del 1958 i comunisti francesi scesero al 19,2%, perdendo il 6,7%. A causa del mancato accordo con i socialisti nel quadro del passaggio dal sistema elettorale proporzionale a quello maggioritario, il PCF ottenne appena 10 deputati, contro i 150 uscenti. Nonostante il suo conservatorismo morale negli anni 1930 e 1960, il PCF è stato il partito più femminile in Francia per tutto il XX secolo. Impegnato per il diritto di voto delle donne fin dagli anni venti, nel 1946 elesse diciassette delle prime trentatré deputate. Nel 1956, le donne all'Assemblea nazionale erano solo diciannove, ma quindici erano comuniste.

### 1958-2001: ruolo durante la Quinta Repubblica, Eurocomunismo e partecipazione alla Presidenza Mitterrand
Sebbene il PCF si fosse opposto alla formazione da parte di de Gaulle della Quinta Repubblica francese nel 1958, gli anni successivi videro un riavvicinamento del partito con le altre forze della sinistra e un rafforzamento del peso politico del partito all'interno del Parlamento francese. Con Waldeck Rochet come nuovo segretario generale, il PCF supportò la candidatura di François Mitterrand alla presidenza francese nel 1965, che però non ebbe successo.
Successivamente il PCF si avvicinò al Partito Socialista francese, siglando patti elettorali che permisero al partito di salire, nel 1967, al 22,5% e di eleggere ben 73 deputati. Dopo avere condannato l'intervento sovietico a Praga e dopo le proteste studentesche e gli scioperi del maggio 1968, il partito supportò gli scioperi condannando allo stesso tempo i movimenti studenteschi rivoluzionari. Dopo considerevoli perdite di consensi elettorali nelle successive elezioni parlamentari, il PCF nominò Georges Marchais come leader del partito, e nel 1973 entrò nell'alleanza del "Programma comune" con il ricostituito Partito Socialista (PS) di Mitterrand. Negli anni '70, il PCF guidato da Marchais, si avvicinò alla linea dell'Eurocomunismo, elaborata assieme al leader del Partito Comunista Italiano (PCI), Enrico Berlinguer, e del Partito Comunista di Spagna, Santiago Carrillo.
Negli anni 1980 il PCF, che partecipò al governo delle sinistre nel 1981-84, durante la presidenza Mitterrand, vide calare i suoi consensi sotto il 10%. Il crollo dell'Unione Sovietica (1989-1991) contribuì poi ad aggravare la crisi.
Con Robert Hue (segretario dal 1994 al 2001 e presidente dal 2001 al 2002) e anche in seguito il PCF riapre il dialogo con il Partito Socialista. Dopo il successo alle elezioni legislative del 1997 e la partecipazione al governo di Lionel Jospin, il Partito tornò a calare nei suoi consensi e nella sua forza organizzata.

### Dal 2001 a oggi - il crollo nei consensi
Alle elezioni presidenziali francesi del 2002, che videro lo scavalcamento del candidato socialista Lionel Jospin da parte del Front National di Le Pen, con i quattro candidati dei diversi partiti della sinistra comunista/trotskista (Parti des Travailleurs allo 0,47%, Lotta Operaia allo 5,72%, Lega Comunista Rivoluzionaria al 4,25% e ovviamente il PCF al 3,37%) hanno raggiunto circa il 15% dei consensi, l'1% di meno rispetto al Partito Socialista Francese.
Nel referendum contro la Costituzione europea del 29 maggio 2005 il PCF si è schierato nel fronte del "No" (di sinistra, differenziando il proprio NO, che derivava da una matrice sociale, da quello della destra euroscettica), che ha raggiunto il 55% dei voti bocciando il TCE.

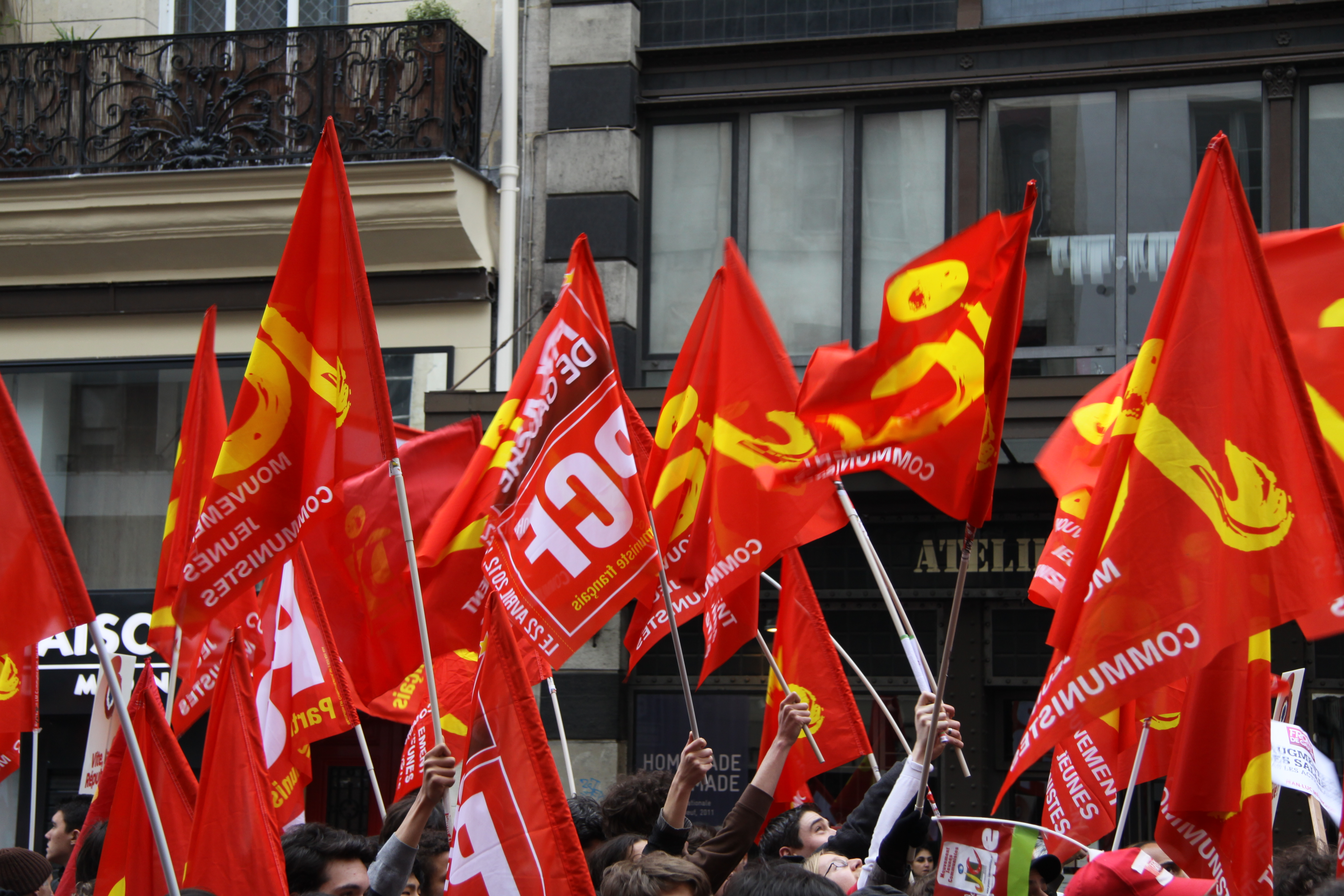
Manifestazione del PCF a Parigi nel 2012

Nelle elezioni presidenziali del 2007 la sinistra radicale e alternativa francese si è presentata estremamente divisa, con più di cinque candidati, ottenendo un magrissimo risultato. In particolare il PCF aveva presentato come candidata la segretaria del partito Marie-George Buffet, ottenendo l'1,97% dei voti: il minimo storico per il PCF.
Alle politiche del 2007, il PCF ha ottenuto il 4,3% dei voti, perdendo lo 0,5%, ed eleggendo 15 deputati, 6 in meno rispetto al 2002.
Nel 2009 il PCF subisce la scissione operata dall'ex presidente del partito Robert Hue, che fonda il Movimento dei Progressisti.
Alle elezioni presidenziali del 2012 il PCF appoggia il candidato del Fronte di Sinistra Jean-Luc Mélenchon, che ottiene l'11.1% dei consensi, collocandosi quarto.
In occasione delle elezioni legislative del 2017 sono eletti sotto le insegne del PCF 10 deputati; altri due deputati sono invece eletti all'interno di La France Insoumise. Gli eletti del PCF aderiscono al Gruppo della Sinistra democratica e repubblicana al quale si iscrivono altri sei deputati.
Il 13 dicembre 2018, Cécile Cukierman e Ian Brossat sono stati nominati portavoce del partito.
Durante le elezioni municipali del 2020, il PCF ha guadagnato eletti, grazie ad alleanze, beneficiando dell’indebolimento del PS dopo le elezioni presidenziali, inoltre il nelle successive elezioni senatoriali il gruppo comunista è passato da dodici a quattordici senatori. Tuttavia, ha perso una dozzina di città di medie e grandi sia al di fuori dell'Île-de-France, che al suo interno, nella cosiddetta "cintura rossa" delle Banlieue.
Il 20 novembre 2023 Pierre Laurent è sostituito da Fabien Roussel alla guida del partito.
Alle elezioni presidenziali del 2022 a seguito di una consutazioni interna candida il deputato e segretario Fabien Roussel, che ottiene il 2,28% dei voti, non accedendo al secondo turno. Al ballottaggio il partito invita a votare per evitare che Marine Le Pen diventi presidente, senza però nominare esplicitamente Macron.
Alle elezioni legislative dello stesso anno il PCF aderisce alla NUPES, coalizione delle principali forze di sinistra francesi, guidata da Mélenchon. La coalizione arriva seconda: vengono eletti 12 deputati comunisti che aderiscono insieme ad altri 10 deputati di sinistra eletti nei territori d'oltremare al Gruppo della Sinistra democratica e repubblicana, che forma parte dell'intergruppo parlamentare della NUPES.
Alle elezioni europee del 2024 il PCF guida la lista Gauche unie pour le monde du travail con altre forze politiche minori alleate, che ottiene il 2,36%, percentuale al di sotto della soglia di sbarramento, non riuscendo a eleggere eurodeputati.
Alle elezioni legislative del 2024, convocate da Macron dopo i risultati delle europee, PCF prende parte al Nouveau Front Populaire insieme al partito di Mélenchon, al Partito Socialista, a Place publique e a gli Ecologisti e che raccoglie il 28,06% al primo turno e il 25,68%al secondo; con 178 deputati eletti il NFP risulta essere la prima coalizione davanti a Ensemble di Macron e al Rassemblement National di Le Pen mentre il PCF elegge 9 parlamentari.

## Direzione
Il segretario nazionale è il massimo dirigente del PCF dal 1994 (XXVIII Congresso). In precedenza la funzione era quella di segretario generale (posizione creata nel 1924, abolita nel 1928 e ripristinata nel 1935).
| Titolo | Nome                           | Nome             | Mandato          | Mandato | Note |
| --- | ------------------------------ | ---------------- | ---------------- | --- | --- |
| Segretario generale | Ludovic-Oscar Frossard         |                  | 4 gennaio 1921   | 1º gennaio 1923 | |
| Segretari generali ad interim Louis Sellier e Albert Treint: 21 gennaio 1923 – 23 gennaio 1924                                                                   |                                |                  |                  | | |
| Segretario generale | Louis Sellier                  |                  | 23 gennaio 1924  | 1º luglio 1924 | |
| Segretario generale | Pierre Semard                  |                  | 8 luglio 1924    | 8 aprile 1929 | |
| Segreteria collettiva Henri Barbé, Pierre Celor, Benoît Frachon, Maurice Thorez: 8 aprile 1929 – 18 luglio 1930                                                  |                                |                  |                  | | |
| Segretario generale | Maurice Thorez                 |                  | 18 luglio 1930   | 17 maggio 1964 | Presidente del partito dal 17 maggio all'11 luglio 1964, data della sua morte                                                                                         |
| Posizione provvisoria a causa dello stato di salute di Maurice Thorez e della sua partenza per l'URSS Jacques Duclos: 17 giugno 1950 – 10 aprile 1953            |                                |                  |                  | | |
| Segretario generale | Waldeck Rochet                 |                  | 17 maggio 1964   | 17 dicembre 1972 | Vicesegretario generale dal 14 maggio 1961 al 17 maggio 1964 |
| A causa dello stato di salute di Waldeck Rochet, assunse il titolo di vicesegretario generale l'8 febbraio 1970 Georges Marchais: giugno 1969 – 17 dicembre 1972 |                                |                  |                  | | |
| Segretario generale | Georges Marchais               |                  | 17 dicembre 1972 | 29 gennaio 1994 | Vicesegretario generale dal 14 maggio 1961 al 17 maggio 1964 |
| Segretario nazionale | Robert Hue                     |                  | 29 gennaio 1994  | 28 ottobre 2001 | Segretario nazionale (modifica dello statuto del XXVIII Congresso) fino al 28 ottobre 2001                                                                            |
| Presidente Segretario nazionale | Robert Hue Marie-George Buffet |                  | 28 ottobre 2001  | 8 aprile 2003 | Nel 2001, Robert Hue ha creato un tandem con Marie-George Buffet, diventando lui presidente del PCF e lei segretario nazionale. Questo tandem è rimasto fino al 2003. |
| Segretario nazionale |                                |                  |                  | | |
| Marie-George Buffet |                                | 9 aprile 2003    | 20 giugno 2010   | Dopo l'uscita di scena di Robert Hue, è stata l'artefice dell'abolizione della carica di presidente del PCF, sostituita dalla carica di presidente del consiglio nazionale del partito.                                   | |
| Pierre Laurent |                                | 20 giugno 2010   | 25 novembre 2018 | Durante il XXXVIII Congresso, un mese dopo essere stato sconfitto tramite una votazione dei membri, ha lasciato la segreteria nazionale per diventare presidente del consiglio nazionale, gli è succeduto Fabien Roussel. | |
| Fabien Roussel |                                | 25 novembre 2018 | in carica        | | |

## Candidati alle elezioni presidenziali
Prima del 1958 il presidente della Repubblica veniva eletto dai deputati e dai senatori, riuniti nella «Assemblée nationale» (III République) o nel «Parlement» (IV République). Il 21 dicembre 1958 è stato eletto da un collegio di 80.000 grandi elettori. La revisione costituzionale del 1962, durante la Quinta Repubblica ha instaurato l'elezione del presidente della Repubblica a suffragio universale diretto.
- 1924, Zéphirin Camélinat, 84 anni, deputato, ottiene 21 voti (il 2,44% dei suffragi).
- 1931, Marcel Cachin, 61 anni, deputato, ottiene 11 voti (l'1,23% dei suffragi).
- 1932, Marcel Cachin, 62 anni, deputato, ottiene 8 voti (lo 0,96% dei suffragi).
- 1939, Marcel Cachin, 69 anni, senatore, ottiene 74 voti (lo 8,07% dei suffragi).
- 1953, Marcel Cachin, 84 anni, deputato a vita, ottiene 113 voti (il 12,12% dei suffragi).
- 1958, Georges Marrane, 70 anni, senatore-sindaco di Ivry-sur-Seine, ottiene 10 355 voti (il 12,74% dei suffragi).
- 1965, i comunisti sostengono la candidatura di François Mitterrand, partecipavano allora alla Convention des institutions républicaines.
- 1969, Jacques Duclos, 72 anni, senatore, ottiene 4 808 285 voti (il 21,27% dei suffragi).
- 1974, i comunisti sostengono la candidatura di François Mitterrand, socialista.
- 1981, Georges Marchais, 60 anni, deputato, ottiene 4 456 922 voti (il 15,34% dei suffragi).
- 1988, André Lajoinie, 58 anni, deputato, ottiene 2 056 261 voti (il 6,8% dei suffragi).
- 1995, Robert Hue, 48 anni, sindaco, ottiene 2 632 460 voti (l'8,65 % dei suffragi).
- 2002, Robert Hue, 55 anni, deputato europeo, ottiene 960 480 voti (il 3,37% dei suffragi).
- 2007, Marie-George Buffet, 58 anni, deputata, ottiene 707 268 voti (l'1,93% dei suffragi).
- 2012,  i comunisti sostengono la candidatura di Jean-Luc Mélenchon, 61 anni, eurodeputato, ottiene 3 984 822 voti (l'11,10% dei suffragi).
- 2017,  i comunisti sostengono la candidatura di Jean-Luc Mélenchon, 66 anni, eurodeputato, ottiene 7 059 951 voti (il 19,58% dei suffragi).
- 2022, Fabien Roussel, 52 anni, deputato, ottiene 802 615 voti (il 2,28% dei suffragi).

## Parlamentari

### Deputati 1993-1997
- François Asensi (Risultati)
- Rémy Auchedé (Risultati)
- Gilbert Biessy (Risultati)
- Alain Bocquet (Risultati)
- Patrick Braouezec (Risultati)
- Jean-Pierre Brard (Risultati)
- Jacques Brunhes (Risultati)
- René Carpentier (Risultati)
- Daniel Colliard (Risultati)
- Jean-Claude Gayssot (Risultati)
- André Gérin (Risultati)
- Michel Grandpierre (Risultati)

- Maxime Gremetz (Risultati)
- Georges Hage (Risultati)
- Guy Hermier (Risultati)
- Muguette Jacquaint (Risultati)
- Janine Jambu (Risultati)
- Jean-Claude Lefort (Risultati)
- Georges Marchais (Risultati)
- Paul Mercieca (Risultati)
- Louis Pierna (Risultati)
- Jean Tardito (Risultati)
- Paul Vergès (Risultati)

### Deputati 2002-2007
- François Asensi (Risultati)
- Gilbert Biessy (Risultati)
- Alain Bocquet (Risultati)
- Patrick Braouezec (Risultati)
- Jacques Brunhes (Risultati)
- Marie-George Buffet (Risultati)
- André Chassaigne (Risultati)
- Frédéric Dutoit (Risultati)
- Jacqueline Fraysse (Risultati)
- André Gerin (Risultati)
- Pierre Goldberg (Risultati)

- Georges Hage (Risultati)
- Muguette Jacquaint (Risultati)
- Janine Jambu (Risultati)
- Jean-Claude Lefort (Risultati)
- François Liberti (Risultati)
- Daniel Paul (Risultati)
- Jean-Claude Sandrier (Risultati)
- Michel Vaxès (Risultati)
- Huguette Bello (Risultati) - Aderisce al gruppo Non iscritti
- Maxime Gremetz (Risultati) - Aderisce al gruppo Non iscritti

Al gruppo aderiscono due deputati eletti come DVG: Jean-Pierre Brard e Jacques Desallangre.

### Deputati 2017 - 2022
Alain Bruneel, Marie-George Buffet, André Chassaigne, Pierre Dharréville,
Jean-Paul Dufrègne, Elsa Faucillon, Sébastien Jumel, Jean-Paul Lecoq, Fabien Roussel, Hubert Wulfranc, Stéphane Peu e Bénédicte Taurine.
Al gruppo aderiscono tre deputati di Divers gauche (l'indipendente Bruno Nestor Azerot, Huguette Bello di Pour La Réunion e Gabriel Serville del Partito Socialista Guyanese), due regionalisti (Moetai Brotherson di Tavini Huiraatira e Jean-Philippe Nilor del Movimento Indipendentista Martinicano) e Stéphane Peu, eletta con La France Insoumise (Taurine aderisce invece al gruppo di FI).

### Deputati 2024
Pierre Dharréville, Jean-Paul Lecoq, André Chassaigne, Fabien Roussel, Sébastien Jumel, Elsa Faucillon, Stéphane Peu, Marie-George Buffet, Hubert Wulfranc

## Elezioni legislative
Anno,% Voti,Seggi
- 1945,26,2%,159
- 1946,28,3%,182
- 1956,25,4%,150
- 1962,21,8%,41
- 1967,22,5%,73
- 1978,20,6%,86
- 1986,9,8%,35
- 1993,9,2%,24
- 2002,4,8%,21
- 2012,6,9%,10
- 2017,2,7%,12
- 2022,2,3%,12
- 2024,-,9

## Simboli

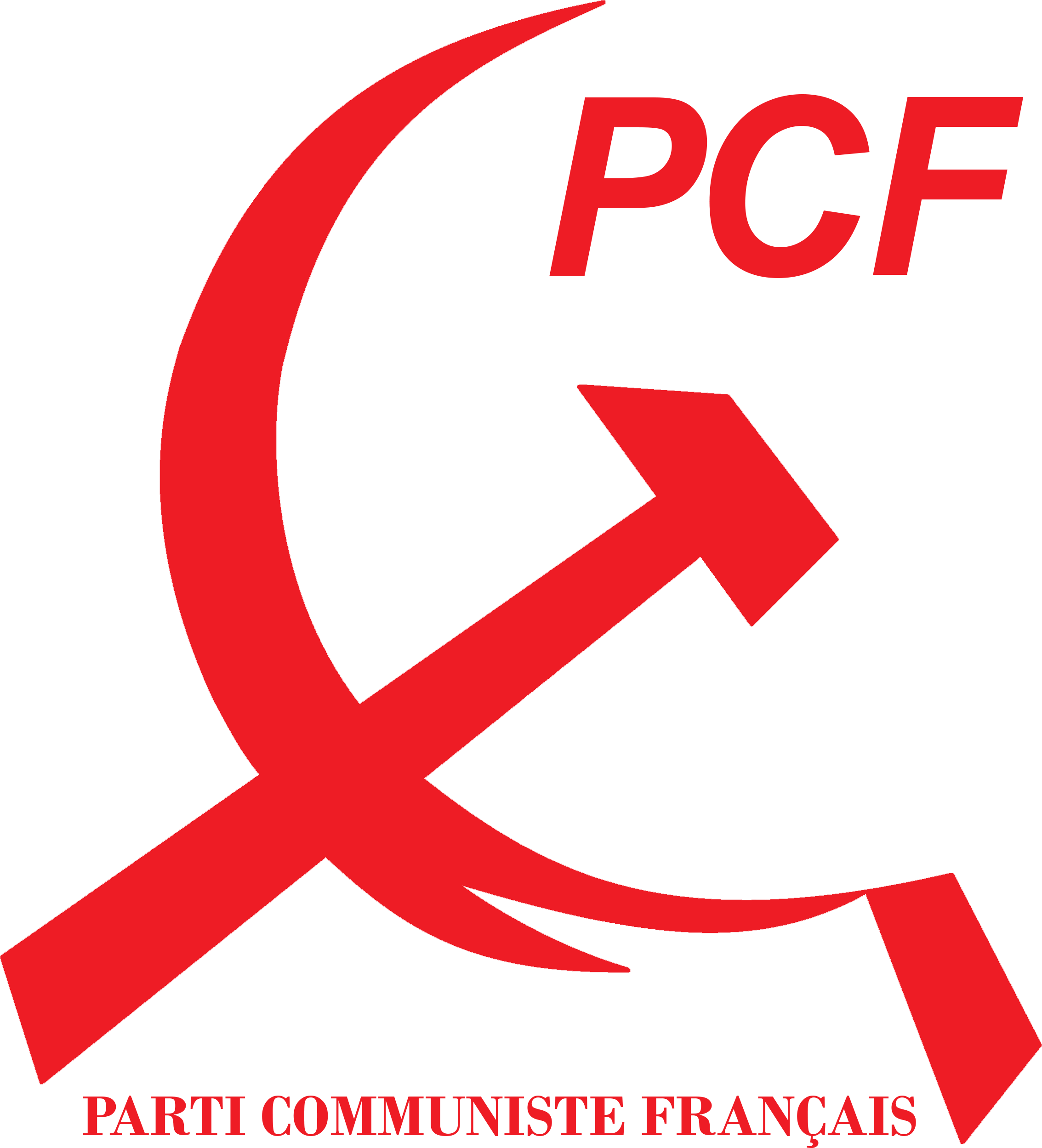
Vecchio simbolo
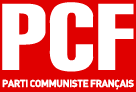
Simbolo anni 1970/80
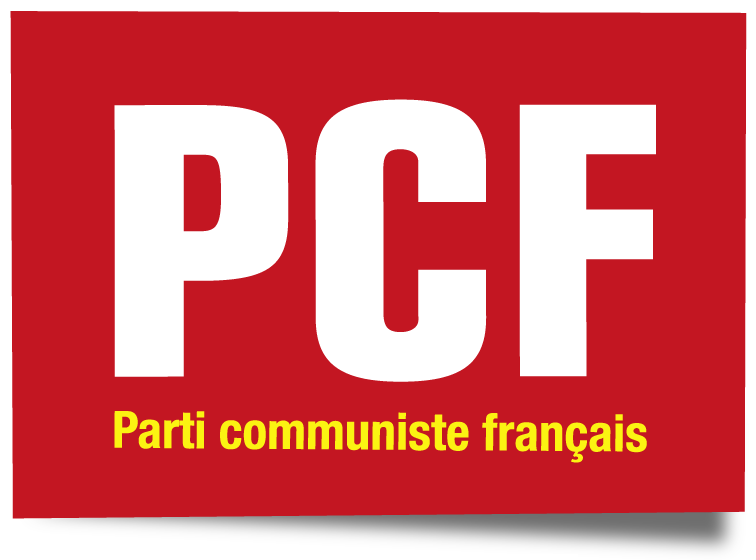
Simbolo fino al novembre 2018

## Stampa comunista in Francia
- L'Humanité Sito ufficiale Quotidiano fondato nel 1904 da Jean Jaurès.
- Regards, mensile comunista diretto da Clémentine Autain, su regards.fr.
- Economia e Politica, pubblicazione marxista di economia, su economie-politique.org.
- La Terre, hebdomadaire du PCF destiné au monde agricole, su laterre.fr. URL consultato il 6 novembre 2018 (archiviato dall'url originale il 17 febbraio 2015).
- La Marseillaise Sito ufficiale, quotidiano comunista regionale diffuso nel Sud Est della Francia e che organizza annualmente i famosi tornei di pétanque Le mondial La Marseillaise.
- Le Patriote Côte d'Azur, ebdomadario comunista delle Alpi Marittime fondato alla Liberazione che ha avuto come celebre collaboratore Pablo Picasso [collegamento interrotto], su pcahebdo.com.
- Liberté Hebdo, ebdomadario comunista del Nord, fondato alla Liberazione, su libertehebdo.com.